# Masacre de la Iglesia Luterana de San Pedro
La masacre de la Iglesia en Monrovia, también conocida como la masacre de la Iglesia Luterana de San Pedro , fue la peor atrocidad de la Primera Guerra Civil de Liberia. Aproximadamente 600 civiles fueron asesinados en la iglesia en la sección Sinkor de Monrovia el 29 de julio de 1990. La masacre fue llevada a cabo por aproximadamente 30 soldados del gobierno leales al presidente Samuel Doe. Los perpetradores eran de la tribu Krahn, mientras que la mayoría de las víctimas eran de las tribus Gio y Mano , que apoyaban a los rebeldes.

## Contexto
La Primera Guerra Civil Liberiana duró desde 1989 hasta 1997. A mediados de 1990, dos facciones rivales de combatientes rebeldes avanzaron hacia la capital liberiana, Monrovia, y el presidente Samuel Doe se escondía en su mansión ejecutiva cerca de la costa. 
Por la noche, los soldados del gobierno patrullaban las calles de aquellas partes de Monrovia que todavía estaban bajo el control del gobierno en busca de personas del condado de Nimba , el área en la que había comenzado la rebelión, golpeando y matando a hombres y participando en saqueos. En busca de seguridad, aproximadamente 2.000 personas  habían refugiado en la Iglesia Luterana de San Pedro. 

## Masacre
Aproximadamente 30 soldados del gobierno  treparon por el muro del patio de la iglesia la noche del 29 de julio y llevaron a cabo la masacre, disparando y matando a cuchilladas a hombres, mujeres y niños, de edad indiscriminada. De los atacados, solo un pequeño número de niños sobrevivieron, escondidos debajo de los cuerpos de los adultos.  Los perpetradores de la masacre eran de la tribu Krahn de Samuel Doe , mientras que la mayoría de las víctimas eran de las tribus Gio y Mano , que apoyaban a los rebeldes.
Una misionera estadounidense, Bette McCrandall, escuchó el ataque desde una iglesia cercana. 

## Secuelas
Entre las primeras personas que llegaron al lugar de la masacre al día siguiente se encontraba un médico de Guinea que descubrió, como única señal de vida, un bebé llorando. Tuvo que caminar sobre los cadáveres para alcanzar al niño y, después de levantarlo, vio a otros niños pequeños salir de sus escondites. 
La masacre, la peor atrocidad de la Primera Guerra Civil Liberiana,  resultado que los países vecinos enviaran una fuerza de intervención armada, bajo el liderazgo de la Comunidad Económica de los Estados de África Occidental . 
Si bien la embajada de Liberia en Washington negó la participación de soldados del gobierno en la masacre, el gobierno de Estados Unidos confirmó su participación e inicialmente estimó el número de víctimas entre 200 y 300 
Uno de los dos líderes rebeldes rivales, Prince Johnson,  solicitó que Estados Unidos interviniera, pero se negó a enviar a los 2.000 marines estacionados en la costa.  Estados Unidos desplegó marines en agosto de 1990 como parte de la Operación Sharp Edge , pero solo para proteger y evacuar a ciudadanos estadounidenses. 
El secretario general de Naciones Unidas, Javier Pérez de Cuéllar, manifestó estar horrorizado por la masacre y solicitó la protección de los civiles en el país. 
El ex oficial de las Fuerzas Armadas de Liberia, Boi Bleeju Boi, declaró en 2008 que estaba convencido de que la masacre fue llevada a cabo por soldados del gobierno, ya que habría sido imposible que cualquier fuerza rebelde ingresara al área, llevara a cabo la masacre y se retirara sin previo aviso del Ejército. También creía que la falta de investigación de la masacre por parte del Ejército apuntaba hacia su participación. 
La Iglesia Luterana de San Pedro fue reconstruida a un costo de US $ 1 millón y re-consagrada en agosto de 1993. 